# Die sieben Kleider der Katrin
Die sieben Kleider der Katrin ist ein deutscher Spielfilm von Hans Deppe aus dem Jahr 1954. Er entstand nach dem gleichnamigen Roman von Gisi Gruber.

## Handlung
Katrin Burian lebt bei ihrer Tante und ihrem Onkel. Es ist ihr 18. Geburtstag und sie erhält von ihrer Tante ein selbstgenähtes Kleid geschenkt – und trifft sich mit Flieger Hans, den sie erst seit kurzem kennt und liebt. Wenig später erwartet sie ein Brief von Hans, der sie gehen lässt. Sein Beruf erlaubt es nicht, dass beide ein Paar werden. Ihre beste Freundin Franziska tröstet sie und lädt sie kurze Zeit später auf einen Verlagsball ein. Franziska selbst hat sich in den Zeichner Felix verliebt, der zudem ein verarmter Graf ist.
Auf dem Ball lernt Katrin den bekannten Schriftsteller Martin Pall kennen, der von der jungen Frau fasziniert ist. Gemeinsam gehen sie ins Casino und fahren später nach Hause. Sie werden von einer Polizeistreife angehalten, die Katrin verhaftet, findet sich doch bei ihr ein wertvoller Armschmuck ihrer Casinonachbarin. Martin verteidigt sie nicht, sondern wendet sich von ihr ab. Erst auf dem Revier klärt sich, dass der Schmuck wohl unbemerkt in ihrem Kleid hängengeblieben ist. Als Katrin nach Hause kommt, findet sie ihren Onkel in Trauer: Ihre herzkranke Tante ist bei der Nachricht, dass ihre Nichte auf dem Revier festgehalten wird, an einem Herzinfarkt verstorben. Der Onkel verkauft das Haus und Katrin steht ohne Ausbildung und Freund allein da. Als sie eine letzte Arztrechnung ihrer Tante bei Dr. Peter Schörg im Sanatorium begleichen will, stellt der die junge Frau als Krankenschwester ein.
Katrin wird bei den Patienten beliebt und die Modedesignerin Dubeck und Theaterdirektor Mödel, die im Sanatorium weilen, würden sie sofort bei sich einstellen. Katrin jedoch bleibt, hat sie sich doch in den Oberarzt Peter verliebt. Nach langer Reise kehrt Martin in die Stadt zurück, dem sein Verhalten Katrin gegenüber leidtut. Auch Franziska sähe ihre Freundin Katrin lieber mit dem reichen Martin zusammen und so erzählt sie Peter, Katrin sei bereits mit Martin verlobt und plane ihre Hochzeit. Er verhält sich nun abweisend Katrin gegenüber und erneuert seine Verlobung mit der Künstlerin Ilse Heyse, die jedoch kurze Zeit später zum Studium nach Italien aufbricht.
Katrin verlässt das Sanatorium, lehnt jedoch Martins Hilfe ab, verachtet sie ihn doch wegen seines Verhaltens bei ihrer Verhaftung. Martin wiederum fädelt ohne ihr Wissen einen Vertrag zwischen Katrin und Direktor Mödel ein. Sie wird als Chortänzerin eingestellt und steigt innerhalb kürzester Zeit zum Star der Show auf, was der ersten Tänzerin Ilona gar nicht passt. Sie erfährt, dass Katrin protegiert wird und eröffnet ihr das kurz vor der Premiere. Katrin sagt ihr Engagement ab und wird Mannequin bei Frau Dubeck. Hier präsentiert sie deren Kreationen und steht mit einem Mal vor Ilse Heyse und deren Verlobten, der jedoch nicht Peter ist. Katrin weiß nun, dass Peter wieder frei ist. Franziska wiederum, die kurz vor der Heirat mit Felix steht, beichtet Peter, dass sie ihm die Unwahrheit über Katrin und Martin gesagt habe. Der erscheint in Frau Dubecks Modesalon und lässt sich von Katrin ein Hochzeitskleid vorführen. Katrin und Peter fallen sich in die Arme und Frau Dubeck will nur noch wissen, ob Katrin das Kleid gleich anbehalten will oder ob sie es für das Paar einpacken soll.

## Produktion
Der Film wurde im Berliner Union-Film Studio in Berlin-Tempelhof und dem CCC-Atelier in Berlin-Spandau gedreht. Die Außenaufnahmen fanden von Mai bis Juni 1954 in Berlin-Wannsee und Rüdesheim am Rhein statt. Willi A. Herrmann und Heinrich Weidemann schufen die Bauten, Wilhelm Gernhardt und Johannes J. Frank fungierten als Produktionsleiter. Der Film wurde am 13. August 1954 im Berliner Capitol uraufgeführt.

## Kritik
„Das banale Lustspiel verschenkt den Reiz einer hübschen Idee“, schrieb das Lexikon des internationalen Films.